# (8693) Matsuki
(8693) Matsuki est un astéroïde de la ceinture principale.

## Description
(8693) Matsuki est un astéroïde de la ceinture principale. Il fut découvert le 16 novembre 1992 à Kitami par Kin Endate et Kazuro Watanabe. Il présente une orbite caractérisée par un demi-grand axe de 2,41 UA, une excentricité de 0,16 et une inclinaison de 6,9° par rapport à l'écliptique.

## Compléments